# Шамардина, Софья Сергеевна
Софья Сергеевна Шамардина (бел. Соф’я Сяргееўна Шамардзіна, 1894, Несвиж, Минская губерния — 1980, Переделкино, Московская область) — белорусская советская общественная и политическая деятельница, мемуаристка. Сотрудница Наркомата просвещения БССР, Наркомата юстиции БССР, отдела по работе среди женщин при ЦК КП(б)Б, председатель главполитобразования БССР в 1925-1927 гг.

## Биография
Она родилась в 1894 году в Несвиже, где её отец, бывший военный, служил акцизным чиновником. Отец — Сергей Иванович Шамардин, происходил из сибирских татар, однако Софья Шамардина в 1924 году в партийной анкете отметила себя как белоруска. В начале XX века семья Шамардиных переехала в Минск. В 1913 году Софья окончила Минскую женскую гимназию, поехала в Петербург учиться на Бестужевских курсах, имевших до сих пор статус высшего учебного заведения.
В Петербурге по просьбе родителей Шамардиной ей помог адаптироваться литературный критик и журналист Корней Чуковский, которого родители знали по предыдущим визитам к своему другу в Минске, хирургу Я. Шабаду. Осенью 1913 года Шамардина познакомилась с Владимиром Маяковским, с которым у неё завязался роман. В том же году ей пришлось сделать аборт. В начале 1914 года, после недолгого пребывания в Минске, она отправилась с группой футуристов на юг Российской империи, где у неё завязались романтические отношения с Игорем Северяниным.
После начала Первой мировой войны Софья Шамардина бросает учёбу и уходит на фронт сестрой милосердия, где попадает в военный госпиталь под Люблином. В начале 1917 года она родила сына, который умер зимой того же года. После Февральской революции возвращается в Минск, работает в главном управлении городской милиции под руководством Михаила Фрунзе. В конце лета 1917 года она переехал в Тюмень, где работала техником в земстве, а также в местном кооперативе. В 1919 году вступила в РКП(б), после чего некоторое время работала в коллегии Чрезвычайной комиссии в Тобольске. В 1920 году Шамардина была переведена на партийную работу в Красноярск. После окончания советско-польской войны она вернулась в Минск, где в доме на Широкой улице, 28 по-прежнему жили её мать, брат и сестра, а также племянница.
Занимает должности в Наркомпросе, Наркомате юстиции, отделе по работе среди женщин при ЦК КП(б)Б. Знакомится с начальником военных и внутренних дел Иосифом Адамовичем, с которым по нормам того времени проживает вместе без оформления брака. Вскоре она становится помощником прокурора. В 1922 году поступила на заочное отделение 1-го Московского государственного университета. В 1925 году она занимала должность председателя Центрального политического совета — структуры в составе Народного комитета БССР, отвечавшей за коммунистическое воспитание рабочих. Член заседания женского отдела ЦК КП(б)Б. В 1926 году избрана депутатом Минского городского совета. В 1927 году её избрали членом Всебелорусского съезда Советов от Могилёвской области.
В 1927 году Иосиф Адамович был назначен членом Президиума Высшего совета народного хозяйства СССР, поэтому Софья Шамардина переехала с ним в Москву. В Москве Шамардина занимает должность в ЦК Всесоюзного профессионального союза деятелей искусств, благодаря чему входит в круг советской элиты того времени.
В 1932 году вместе с Адамовичем переехала в Ворошилов, на стройку сахарного завода. В 1934 году они переехали в Петропавловск-Камчатский, где Адамович был назначен руководителем организации рыбной промышленности, здесь Шамардина занимала должность заведующего отделом руководящих партийных органов области.
22 апреля 1937 года, после публичных обвинений в связи с троцкистами, Иосиф Адамович застрелился. В ноябре 1937 года Софью Шамардину арестовали. По постановлению Особого совещания при НКВД СССР от 22 декабря 1937 года Софья Шамардина была приговорена к 10 годам лагерей за «контрреволюционную деятельность». Срок отбывала в северных лагерях Архангельской области. Через два года после освобождения она была арестована сотрудниками Куйбышевского райотдела МГБ по Московской области, помещена в Бутырскую тюрьму. В мае 1949 года её приговорили к спецпоселению в городе Игарке Красноярского края, где шло строительство Заполярной железной дороги.
15 июля 1955 года Военная коллегия Верховного суда СССР отменила оба постановления Особого совещания в отношении Софьи Шамардиной, уголовные дела были прекращены за отсутствием состава преступления.
Она жила в маленькой комнате в коммунальной квартире в Москве. В последние годы благодаря Лиле Брик она получила место в пансионате в Переделкине, где и умерла в 1980 году. Похоронена на Новом Донском кладбище в Москве.

## Образ в искусстве
Софья Шамардина — прототип Марии в лирической поэме Владимира Маяковского «Облако в штанах», упоминается в трагедии «Владимир Маяковский». Стихотворение Игоря Северянина «Колокола собора чувств» посвящено Софье Шамардиной.